# Osvald Cardona i Roig
Osvald Cardona i Roig (Barcelona, 14 d'agost 1914 - 14 de desembre 1987) va ser un escriptor i poeta català.
De formació autodidacta, es dedicà a les assegurances i va tenir un alt càrrec a la companyia suïssa Winterthur. De ben jove va escriure poesia, però no va arribar a publicar-ne cap llibre.
Deixeble de Pompeu Fabra el curs 1936-37, Cardona assolí un profund coneixement del llenguatge i esdevingué un gran corrector de català.
Osvald Cardona es forma dins el Noucentisme, però mantingué sòlides actituds més tradicionals en els seus judicis literaris, especialment d'arrel maragalliana. El conjunt de la seva obra, que és molt apreciable, tot i que hi ha moment d'un to menor, en els darrers llibres assoleix el caràcter de tractadista i d'erudit més enllà dels seus assaigs, ponderats i suggestius, que formen la primera part de la seva obra.
El seu primer llibre La poesia eucarística a Catalunya després de Verdaguer (Ed.Barcino, 1952) fou publicat amb motiu del Congrés Eucarístic Internacional de Barcelona d'aquell any. El 1978 va publicar La correspondència comercial en català, obra que va ser un punt de referència per a la redacció en català dels àmbits jurídic i comercial.

## Obra

### Assaig
- 1952 - La poesia eucarística a Catalunya després de Verdaguer
- 1953 - Com és la poesia
- 1961 - De Verdaguer a Carner
- 1967 - El temps de Josep Carner (1899-1922)
- 1971 - Art poètica de Maragall
- 1986 - Els goigs i els càntics de Jacint Verdaguer

### Altres obres
- 1977 - Els grups de vocals en contacte
- 1977 - Llegenda i encís de Montserrat
- 1977 - La correspondència comercial en català

### Traduccions (al català)
- PELLICO, Silvio. Els deures dels homes. Barcelona: Barcino, 1953.
- PETRARCA, Francesco. Sonets, cançons i madrigals. Barcelona: Alpha, 1955.
- PAPINI, Giovanni. Història de Crist. Madrid: Fax, 1966.
- DANIEL-ROPS, Henri. L'evangeli dels meus fillols. Andorra la Vella: Andorra, 1968.
- MAURIAC, François. El misteri Frontenac. Barcelona: Proa, 1968.
- MAURIAC, François. Genitrix. Barcelona: Proa, 1970.
- JOAN PAU II, Papa. Signe de contradicció. Madrid: Palabra, 1979.
- LAMARTINE, Alphonse de. Meditacions poètiques. Barcelona: Proa, 1986.

### Col·laboracions
- 50 documents jurídics en català Il·ltre. Col·legi d'Advocats